# Niederellenbach
Niederellenbach ist ein Ortsteil der Gemeinde Alheim im osthessischen Landkreis Hersfeld-Rotenburg.

## Geographie
Niederellenbach liegt im Nordosten von Hessen an der Fulda. Unmittelbar am östlichen Ortsrand mündet der Holzgraben in die Fulda.

## Geschichte
Im Jahre 1939 hatte das Dorf 289 Einwohner und gehörte zum Landkreis Rotenburg (Fulda).
Im Rahmen der Gebietsreform in Hessen wurde Niederellenbach mit neun anderen Dörfern am 1. August 1972 zur neu gegründeten Gemeinde Alheim zusammengeschlossen.

## Kultur und Sehenswürdigkeiten

### Vereine
Es gibt folgende Vereine in Niederellenbach:
- Dart-Club Alheim 1989
- Freiwillige Feuerwehr Niederellenbach
- Gesangverein 1898 Niederellenbach
- Landfrauenverein Niederellenbach
- VdK-Ortsgruppe Niederellenbach

### Bauwerke
Sehenswert ist der Wehrkirchhof, in dessen Mitte die Wehrkirche mit dem wohl ältesten Mauerwerk des Kreises steht.
- In der Liste der Kulturdenkmäler in Alheim sind für Niederellenbach elf Kulturdenkmäler aufgeführt.

## Infrastruktur
In Niederellenbach gibt es ein Dorfgemeinschaftshaus und einen Kinderspielplatz. Weiterhin verfügt das Dorf über eine Feuerwehr und einem Fußballplatz.